# Andrew Laszlo
Andrew Laszlo (ur. 12 stycznia 1926 w Pápie na Węgrzech, zm. 7 października 2011) – amerykański operator filmowy.
Do USA wyemigrował w 1947 roku. Początkowo pracował jako fotograf. Służbę wojskową pełnił jako fotograf wojenny w Korei. Pracę operatora początkowo wykonywał w telewizji. Pierwsze zdjęcia do filmu kinowego zrobił do One Potato, Two Potato. Do jego największych sukcesów można zaliczyć filmy: Rambo – Pierwsza krew, Duch II, Szogun, Tata duch i Interkosmos.
Laszlo pisał książki o pracy operatora. Opublikował jedną powieść i swoją autobiografię.

## Filmografia
- 1992 Newsies
- 1990 Tata duch (Ghost Dad)
- 1989 Star Trek V: Ostateczna granica (Star Trek V: The Final Frontier)
- 1987 Interkosmos (Innerspace)
- 1986 Duch II: Druga strona (Poltergeist II: The Other Side)
- 1985 Remo: Nieuzbrojony i niebezpieczny (Remo Williams: The Adventure Begins)
- 1984 Ulice w ogniu (Streets of Fire)
- 1984 Złodziej serc (Thief of Hearts)
- 1983 Miłość na wieki (Love Is Forever)
- 1982 Rambo – Pierwsza krew (First Blood)
- 1982 Brutalna gra (I, the Jury)
- 1981 Lunapark (Funhouse)
- 1980 Szogun (Shogun)
- 1980 Top of the Hill
- 1979 Wojownicy (Warriors, The)
- 1978 The Dain Curse
- 1978 Somebody Killed Her Husband
- 1977 Złodzieje (Thieves)
- 1976 Countdown at Kusini
- 1973 Class of '44
- 1972 Znaleźć Specjalistę (To Find a Man)
- 1971 Jennifer on My Mind
- 1970 Puchacz i Kotka (Owl and the Pussycat, The)
- 1970 Za miastem (Out-of-Towners, The)
- 1970 Black Water Gold
- 1969 Popi
- 1966 Jesteś już mężczyzną (You’re a Big Boy Now)
- 1966 The Beatles at Shea Stadium
- 1964 Czarbe i białe (One Potato, Two Potato)